# El aviso
El aviso és una pel·lícula espanyola de 2018 de aventura, suspens i terror dirigida per Daniel Calparsoro i és protagonitzada per Raúl Arévalo, Hugo Arbués, Belén Cuesta, Aura Garrido i Aitor Luna. El guió està basat en la novel·la homònima, de Paul Pen, adaptat per Jorge Guerricaechevarría i Chris Sparling. Ha estat produïda per Morena Films.
El aviso fou exhibida el 2018 al Festival de Cinema de Miami i estrenada a Netflix el juliol de 2018. La pel·lícula va rebre crítiques diverses.

## Argument
La història gira entorn de Jon (Raúl Arévalo), un jove obsessionat amb els números que intenta resoldre una complexa endevinalla matemàtica. La solució de l'endevinalla podria explicar una sèrie de misterioses morts ocorregudes en un mateix lloc i que, pel que sembla, guarden diversos patrons en comú. De donar amb el resultat, destaparia una trama malaltissa d'assassinats i ajudaria a Nico, un jove de deu anys que ha rebut una carta amb amenaces de mort però ningú sembla creure-li.

## Repartiment
- Raúl Arévalo com Jon Zárate
- Hugo Arbués com Nico Rosberg
- Belén Cuesta com Andrea Dovizioso
- Aitor Luna com Pablo Abdala
- Aura Garrido com Lucía Gil
- Antonio Dechent com Héctor Morán
- Sergio Mur com David
- Patricia Vico com Amparo
- Antonio Durán "Morris" com a Dr. Alberto Vizcay
- Luis Callejo com Lisandro Arbizu
- Julieta Serrano com Asunción de Lacallepo
- Máximo Pastor com Diego
- Paula Monterrubio com Sara
- Eva Llorach com la Mare de Sara

## Recepció
A Rotten Tomatoes, la pel·lícula té una puntuació d'aprovació del 50 % basada en 14 ressenyes.
Jonathan Holland de The Hollywood Reporter va fer una crítica negativa i va escriure: "Com a director, Calparsoro s'ha promès repetidament oferir alguna cosa especial, però mai no ho ha fet del tot: El aviso, el tercer final de la qual té sentit lògic, però es basa massa en una coincidència improbable, continua aquesta tendència."
A Forbes, Travis DeShong va resumir la pel·lícula com a decebedora i va escriure: "L'única cosa pitjor que una pel·lícula dolenta és decebedora. Res no pica com una pel·lícula que no compleix les seves premisses, sobretot si aquesta premissa és prometedora, el thriller del director espanyol Daniel Calparsoro, El aviso, una adaptació de la novel·la de Paul Pen, està encadellada amb habilitat però no compleix el seu propi potencial, traient entrevistes d'una història més rica que la que tenim realment."
Jordi Costa d' El País va comparar la pel·lícula amb capítols de Lost, va criticar la història i va escriure: "Calparsoro posa la seva professionalitat al servei d'una història que no crea prou creença en l'inversemblant perquè l'espectador s'imbueixi del misteri. Fa la impressió que fins i tot una bona part del repartiment té greus dificultats per creure en aquesta història."
Joe Reid, de Decider.com, va donar a la pel·lícula una crítica més positiva, escrivint: "Un thriller ben interpretat i sorprenentment impactant, tot considerat, i un misteri satisfactori, si no impactant."